# Стіглер (Оклахома)
Стіглер (англ. Stigler) — місто (англ. city) в США, в окрузі Гаскелл штату Оклахома. Населення — 2703 особи (2020).

## Географія
Стіглер розташований за координатами 35°15′22″ пн. ш. 95°7′9″ зх. д. / 35.25611° пн. ш. 95.11917° зх. д. (35.256210, -95.119213). За даними Бюро перепису населення США в 2010 році місто мало площу 6,81 км², з яких 6,71 км² — суходіл та 0,10 км² — водойми.

## Демографія
Згідно з переписом 2010 року, у місті мешкало 2685 осіб у 1096 домогосподарствах у складі 687 родин. Густота населення становила 394 особи/км². Було 1241 помешкання (182/км²).
Расовий склад населення:
| - 75,8 % — білих - 14,6 % — корінних американців - 0,6 % — азіатів - 0,3 % — чорних або афроамериканців - 2,3 % — осіб інших рас |

До двох чи більше рас належало 6,4 %. Частка іспаномовних становила 5,1 % від усіх жителів.
За віковим діапазоном населення розподілялося таким чином: 26,5 % — особи молодші 18 років, 55,5 % — особи у віці 18—64 років, 18,0 % — особи у віці 65 років та старші. Медіана віку мешканця становила 37,7 року. На 100 осіб жіночої статі у місті припадало 86,7 чоловіків; на 100 жінок у віці від 18 років та старших — 78,3 чоловіків також старших 18 років.
Середній дохід на одне домашнє господарство становив 41 001 долар США (медіана — 30 662), а середній дохід на одну сім'ю — 49 469 доларів (медіана — 39 524). Медіана доходів становила 34 079 доларів для чоловіків та 27 500 доларів для жінок. За межею бідності перебувало 24,7 % осіб, у тому числі 34,8 % дітей у віці до 18 років та 12,3 % осіб у віці 65 років та старших.
Цивільне працевлаштоване населення становило 956 осіб. Основні галузі зайнятості: освіта, охорона здоров'я та соціальна допомога — 28,9 %, роздрібна торгівля — 14,7 %, сільське господарство, лісництво, риболовля — 12,4 %.